# Tachikawa KKY
Армійський малий санітарний літак (яп. 陸軍小型軽患者輸送機, Рікуґан Коґата-кей Канджа Юсокі), також відомий, як Тачікава KKY (англ. Tachikawa KKY, від Kogata-kei Kanja Yusouki) — медико-санітарний літак Імперської армії Японії, створений в 1930-х роках компанією Тачікава. Серійно виготовлявся в період з 1936 по 1940 рік і використовувався під час Другої японо-китайської війни.

## Історія

### Санітарний літакKKY
В серпні 1932 року Імперська армія Японії замовила в компанії Ішікаваджіма виготовлення малого санітарного літака для доповнення парку санітарних літаків, який на той час складався з більших модифікованих Fokker Super Universal. Використовуючи досвід набутий під час виготовлення навчальних літаків Ishikawajima R-3 і дослідження імпортованого британського легкого літака de Havilland Fox Moth дизайн під керівництвом Рьокічі Ендо і Моріюкі Накаґави просувався швидко і перший прототип був готовий в грудні 1933 року.
В середині компанії літак отримав позначення KKY (від Kogata-kei Kanja Yusouki — малий легкий санітарний літак) і був стандартним біпланом того часу, але для можливості використання з непідготовлених злітних смуг. Для цього використовувались широкі колеса шасі з малим тиском в середині. Окрім одного пілота KKY міг перевозити двох пацієнтів на носилках і медичного працівника. Підготовку медичного обладнання і припасів робили під керівництвом старшого хірурга армії Йошінобу Тераджі.
Хоча прототип був готовий в грудні 1933 року випробування і доведення літака до прийнятного стану зайняло багато часу і тільки в лютому 1935 року KKY був прийнятий на озброєння армії. В 1936 році, коли почали надходити перші серійні літаки компанія отримала нову назву Тачікава, і літаки стали відомими саме під цим ім'ям. Початково літак виготовлявся з лінійним двигуном Cirrus Hermes IV, але він був проблемним, тому з 1938 року двигун замінили на японський 7-ми циліндровий Gasuden Jimpu потужністю 150 к.с. Також було збільшено площу крил і змінено аеродинамічний профіль для зменшення довжини посадки. Ця модифікована версія отримала позначення KKY-2 (яп. 小型軽患者輸送機改造型, Коґата-кей Канджа Юсокі Кайзоґата — Малий санітарний літак модифікований).
Більшість літаків KKY були виготовлені як літаки Айкоку-ґо (яп. 愛国号, «патріотична модель») коли їх вартість оплачували через приватні пожертви, тому часто літаки називались на честь покупця. KKY активно використовувались під час Другої японо-китайської війни.

### Літак аерофоторозвідкиKS
В 1939 році мало початися будівництво залізничної лінії Шін Токайдо, тому міністерство залізниці замовило літаки для проведення аерофоторозвідки на основі KKY-2. Для нової ролі літак отримав збільшені вікна і оглядове вікно знизу, а також велику автоматичну камеру і три місця для команди. Було виготовлено два літаки, які отримали позначення KS (яп. 小型測量機, Коґата Сокурьокі — Малий літак аерофоторозвідки). Один з них отримав власне ім'я «Тецудошо 5» і індекс J-AARD.

## Варіанти
- KKY — перший варіант літака з двигуном Cirrus Hermes IV
- KKY-2 — серійний літак з двигуном Gasuden Jimpu
- KS — цивільний літак аерофоторозвідки для Міністерства Залізниці Японії

## Тактико-технічні характеристики
Дані з Japanese Aircraft 1910—1941

### Технічні характеристики
- Екіпаж: 2 (пілот і медичний працівник)
- Пасажиромісткість: 2 пацієнта на носилках
- Довжина: 7,9 м
- Висота: 2,38 м
- Розмах крил: 10,0 м
- Площа крил: 22 м²
- Маса пустого: 560 кг
- Маса спорядженого: 977 кг
- Навантаження на крило: 44,4 кг/м²
- Двигун: обернений 4-циліндровий рядний двигун Cirrus Hermes IV повітряного охолодження
- Потужність: 135 к. с.
- Гвинт: металевий гвинт
- Питома потужність: 7,24 кг/к.с.

### Льотні характеристики
- Максимальна швидкість: 182 км/год
- Крейсерська швидкість: 156 км/год
- Посадкова швидкість: 80 км/год
- Довжина зльоту/посадки: 250 м.
- Дальність польоту: 620 км
- Максимальна висота: 4500 м
- Час підйому на 2000 м: 14 хв.